# Burni Cempedak
Burni Cempedak är ett berg i Indonesien.   Det ligger i provinsen Aceh, i den västra delen av landet, 1 600 km nordväst om huvudstaden Jakarta. Toppen på Burni Cempedak är 1 218 meter över havet, eller 175 meter över den omgivande terrängen. Bredden vid basen är 4,4 km.
Terrängen runt Burni Cempedak är bergig åt sydost, men åt nordväst är den kuperad.Runt Burni Cempedak är det mycket glesbefolkat, med 3 invånare per kvadratkilometer. I omgivningarna runt Burni Cempedak växer i huvudsak städsegrön lövskog.